# 도쿄 육군항공학교
도쿄 육군항공학교(東京陸軍航空学校)는 일본 도쿄에 있던 육군 군사 병과 학교였었다.
1937년 12월 16일을 기하여 첫 개교되었으며 1945년 8월 21일을 기하여 폐지(폐교)되었다.